# Scott Morrison
Scott John Morrison (Sydney, 13 de maio de 1968) é um politico australiano que serviu como Primeiro-ministro da Austrália de 2018 a 2022, sendo ainda líder do Partido Liberal desde 24 de agosto de 2018. Ele também é membro da Câmara dos Representantes desde 2007, representando a Divisão de Cook, em Nova Gales do Sul.
Morrison nasceu em Waverley, no subúrbio de Sydney, e estudou geografia econômica na Universidade de Nova Gales do Sul. Antes de entrar na política, trabalhou como diretor no Escritório da Nova Zelândia para Turismo e Esporte de 1998 a 2000 e foi diretor da agência governamental Tourism Australia de 2004 a 2006. Ainda foi diretor estadual do Partido Liberal australiano em Nova Gales do Sul de 2000 a 2004. Morrison foi eleito para a Câmara dos Representantes nas eleições de 2007 e começou sua carreira como um político conservador e religioso. Após a vitória da Coalizão nas eleições federais de 2013, Morrison foi apontado como Ministro para Imigração e Proteção das Fronteiras no governo de Tony Abbott. Ele foi um dos responsáveis pela implementação da controversa e popular Operação Sovereign Borders, que buscava deter a imigração ilegal para o país. Em dezembro de 2014, Morrison mudou de pasta e se tornou Ministro de Serviços Sociais. Ele foi então apontado como Tesoureiro em setembro de 2015, quando Malcolm Turnbull substituiu Abbott como primeiro-ministro.
Em agosto de 2018, Peter Dutton desafiou Turnbull pela liderança do Partido Liberal, devido a insatisfação da ala conservadora da coalizão. Turnbull derrotou Dutton na eleição interna da legenda, mas as tensões políticas continuaram. Turnbull, por fim, renunciou e Morrison assumiu a liderança do partido e, consequentemente, se tornou primeiro-ministro. Morrison liderou a sua coalizão a uma vitória contundente na eleição de 2019, garantindo-se no poder por mais três anos.
O seu governo foi criticado pelo seu desinteresse nas questões ambientais e climáticas, preferindo concentrar-se nos interesses das indústrias carvão e mineração. Morrison recebeu críticas de todos os lados do espectro político devido a sua fraca resposta a temporada de incêndios na Austrália de 2019–2020 e a percebida inação de seu governo. Durante a Pandemia de COVID-19, Morrison estabeleceu um cabinete nacional para lidar com a crise e a Austrália foi elogiada em 2020 por ser um dos poucos países ocidentais a suprimir com sucesso o vírus, embora a lentidação das campanhas de vacinação contra a COVID foi criticada. Já a economia do país, que manteve, em 2018 e 2019, a continuidade de um sustentável crescimento, viu uma retração em 2020 e aumento da pressão inflacionária em 2021-22. Na política externa, Morrison supervisionou a assinatura do pacto de segurança AUKUS, mantendo o alinhamento com os Estados Unidos, ao mesmo tempo que causou tensões com a China e até mesmo com a França. Como resposta a invasão da Ucrânia pela Rússia em 2022, Morrison autorizou auxílio logístico e financeiro como parte de um esforço internacional para apoiar o esforço de guerra ucraniano. Internamente, ele recebeu críticas por sua reação obtusa as inundações que aconteceram em Queensland em 2022 e sua falha em lidar com as questões de mudanças climáticas. Morrison acabou sendo derrotado nas eleições federais na Austrália em 2022, renunciando também ao cargo de líder do Partido Liberal logo em seguida.

## Biografia
Morrison nasceu em Waverley, Sydney, Nova Gales do Sul, o mais novo de dois filhos de Marion e John Morrison (falecido em 23 de janeiro de 2020). Seu pai era um policial que serviu no Conselho Municipal de Waverley por 16 anos, inclusive por um breve período como prefeito. O avô materno de Morrison nasceu na Nova Zelândia. Sua avó paterna era sobrinha da famosa poeta australiana Dame Mary Gilmore. Em 2012, no 50º aniversário de sua morte, ele fez uma homenagem a ela no parlamento federal. Morrison é descendente de William Roberts, um condenado por roubar fios e transportado para a Austrália na Primeira Frota em 1788.
Morrison cresceu no subúrbio de Bronte. Ele teve uma breve carreira como ator infantil, aparecendo em vários comerciais de televisão e pequenos papéis em shows locais. Alguns relatórios sugeriram que ele era o garoto icônico de Vicks "Love Rub" dos anos 70, mas não foram encontradas imagens para confirmar ou refutar isso; ele afirmou que estava em um comercial diferente da Vicks. Ele freqüentou a Sydney Boys High School antes de concluir o bacharelado em Geografia Econômica Aplicada na Universidade de New South Wales. Ele pensou em estudar teologia no Regent College em Vancouver, Canadá, mas optou por ingressar na força de trabalho após concluir sua graduação, em parte devido à desaprovação de seu pai.